# 茯茶
茯茶（フーチャ）は、中国北西部に暮らす遊牧民の為に生産されている「国策茶」である。その独特の発酵方法が中国の国家無形文化遺産に指定され、国を挙げて大切に守られている。国家から任命指定された工場以外は、茯茶の製造が許可されていない。
茯茶とは中国湖南省益陽県でのみ製造され、茯茶は別名「削胃茶」とも呼ばれ、その意味するところは「食べた油を流す」である。遊牧民は脂肪分が多い肉類や乳製品が中心で、野菜が不足がちな食生活だが、彼らはこの茶を飲むことで健康を維持することができているとされる。遊牧民たちは、「寧可三日無糧、不可一日無茶（三日食べ物がなくても、お茶は一日も欠かすことができない）」と言う。
茯茶は緑茶と同じカメリア・シネンシスという茶葉から作られている。茶葉は微生物の力でじっくり自然発酵され黒茶の代表的な種類である。
茯茶は1年から1年半の時間をかけて、20数回もの製造工程を繰り返す。その過程で「金の花」と呼ばれる黄色い粉を吹くのが特徴である。この「金の花」は麹菌の一種で、他の茶はもとより他の黒茶には無い茯茶独特の発酵が行われている。